# مارك دوفي
مارك دوفي (بالإنجليزية: Mark Duffy)‏ (7 أكتوبر 1985 بليفربول في المملكة المتحدة - ) هو لاعب كرة قدم بريطاني في مركز جناح ‏. لعب مع برمنغهام سيتي وسكونثورب يونايتد ونادي دونكاستر روفرز ونادي ريكسهام ونادي ساوثبورت ونادي ليفربول وPrescot Cables F.C. ‏ وVauxhall Motors F.C. ‏ ونادي بيرتن ألبيون ونادي تشيسترفيلد ونادي موركامب.

## وصلات خارجية
- مارك دوفي على موقع قاعدة بيانات كرة القدم.إي يو (الإنجليزية)
- مارك دوفي على موقع Soccerbase.com (لاعب) (الإنجليزية)
- مارك دوفي على موقع Soccerway.com (الإنجليزية)
- مارك دوفي على موقع عالم كرة القدم.نت (الإنجليزية)